# 島嶼地方 (パプアニューギニア)

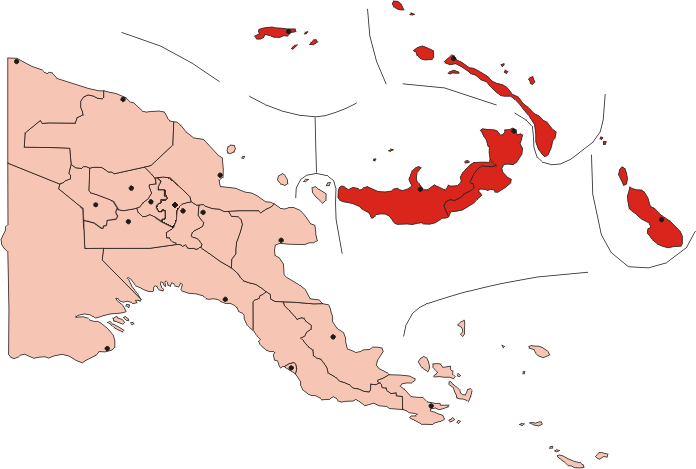
島嶼地方の位置

島嶼地方（とうしょちほう Islands Region）は、パプアニューギニアの地方(Region)。パプアニューギニアの4つある地方のうちの一つである。パプアニューギニア東部に位置し、ビスマルク諸島やブーゲンビル島が含まれる。地方の面積は57,900km²。人口は109万6543人（2011年国勢調査）。
行政機構を有しているわけではないが、地域的に以下の5つの州が含まれる。
- 西ニューブリテン州
- ニューアイルランド州
- 東ニューブリテン州
- ブーゲンビル自治州
- マヌス州